# 菲内斯特拉特
菲内斯特拉特，是西班牙巴伦西亚自治区阿利坎特省的一个市镇。总面积42km2，总人口2307人（2001年），人口密度55人/km2。